# Gmina Grant (hrabstwo Dallas, Iowa)

Położenie Gminy Grant w hrabstwie Dallas

Gmina Grant (ang. Grant Township) – gmina w USA, w stanie Iowa, w hrabstwie Dallas. Według danych z 2000 roku gmina miała 1 368 mieszkańców, a jej powierzchnia wynosi 95,45 km².